# Hakuba (trampolino)
Lo Hakuba (nome ufficiale in giapponese: 白馬ジャンプ競技場, Hakuba-jampu-kyōgijō) è un trampolino situato a Hakuba, in Giappone.

## Storia
Fu costruito nel 1992 al fine di ospitare le gare di salto con gli sci e di combinata nordica dei XVIII Giochi olimpici invernali di Nagano 1998.

## Caratteristiche
I due trampolini principali sono un HS 131 con punto K 120 (trampolino lungo) e un HS 98 con punto K 90 (trampolino normale); i rispettivi primati di distanza appartengono ai giapponesi Masahiko Harada e Takanobu Okabe (137 m nel 1998) e al giapponese Masaki Tomii (100 m nel 1999).